# كريستيان يعقوب
كريستيان يعقوب (بالرومانية: Cristian Iacob) هو ممثل روماني ولد بتاريخ 18 أكتوبر 1968 في غالاتس.

## أعماله
أبرز أعماله هو فيلم السائق الشبح: روح الأنتقام

## وصلات خارجية
- كريستيان يعقوب على موقع IMDb (الإنجليزية)
- كريستيان يعقوب على موقع قاعدة بيانات الفيلم (الإنجليزية)

صفحته على IMDb